# Dow Tennis Classic 2023
Il Dow Tennis Classic 2023 è un torneo femminile di tennis giocato sul cemento indoor. È la 30ª edizione del torneo, facente parte della categoria WTA 125 nell'ambito del WTA Challenger Tour 2023. Si gioca al Greater Midland Tennis Center di Midland negli Stati Uniti d'America dal 30 ottobre al 5 novembre 2023.

## Partecipanti al singolare

### Teste di serie
| Nazionalità | Giocatrice      | Ranking* | Testa di serie |
| ----------- | --------------- | -------- | -------------- |
| Stati Uniti | Emma Navarro    | 42       | 1              |
| Stati Uniti | Peyton Stearns  | 48       | 2              |
| Stati Uniti | Alycia Parks    | 54       | 3              |
| Stati Uniti | Taylor Townsend | 66       | 4              |
| Stati Uniti | Ashlyn Krueger  | 80       | 5              |
| Stati Uniti | Kayla Day       | 94       | 6              |
| Stati Uniti | Emina Bektas    | 104      | 7              |
| Stati Uniti | Katie Volynets  | 108      | 8              |
| Colombia    | Emiliana Arango | 113      | 9              |

* Ranking al 23 ottobre 2023.

### Altre partecipanti
Le seguenti giocatrici hanno ricevuto una wild card per il tabellone principale:
- Sophie Chang
- McCartney Kessler
- Emma Navarro
- Alycia Parks
- Katrina Scott
- Peyton Stearns

La seguente giocatrice è subentrata in tabellone come alternate:
- Julija Starodubceva

Le seguenti giocatrici sono passate dalle qualificazioni:
- Robin Anderson
- Victoria Hu
- Varvara Lepchenko
- Lulu Sun

Le seguenti giocatrici sono state ripescate in tabellone come lucky loser:
- Chloe Beck
- Victoria Jiménez Kasintseva

### Ritiri
Prima del torneo
- Hailey Baptiste → sostituita da  Renata Zarazúa
- Kayla Day → sostituita da  Victoria Jiménez Kasintseva
- Elizabeth Mandlik → sostituita da  Julija Starodubceva
- Tatjana Maria → sostituita da  Robin Anderson
- Lucrezia Stefanini → sostituita da  Raluca Șerban
- Sachia Vickery → sostituita da  Chloe Beck

## Partecipanti al doppio

### Teste di serie
| Nazione     | Giocatrice         | Nazione     | Giocatrice      | Rank1 | Seed |
| ----------- | ------------------ | ----------- | --------------- | ----- | ---- |
| Stati Uniti | Sabrina Santamaria | Regno Unito | Heather Watson  | 189   | 1    |
| Svizzera    | Conny Perrin       |             | Iryna Šymanovič | 210   | 2    |
| Stati Uniti | Sophie Chang       | Stati Uniti | Ashley Lahey    | 258   | 3    |
| Stati Uniti | Ashlyn Krueger     | Stati Uniti | Angela Kulikov  | 267   | 4    |

* Ranking al 23 ottobre 2023.

### Altre partecipanti
La seguente coppia di giocatrici ha ricevuto una wild card per il tabellone principale:
- Chloe Beck /  Elizabeth Coleman

## Campionesse

### Singolare
Anna Kalinskaja ha sconfitto in finale  Jana Fett con il punteggio di 7-5, 6-4.

### Doppio
Hailey Baptiste /  Whitney Osuigwe hanno sconfitto in finale  Sophie Chang /  Ashley Lahey con il punteggio di 2-6, 6-2, [10-1].